# Aulacopilum glaucum
Aulacopilum glaucum är en bladmossart som beskrevs av William M. Wilson 1848. Aulacopilum glaucum ingår i släktet Aulacopilum och familjen Erpodiaceae. Inga underarter finns listade i Catalogue of Life.